# Фанк-арт
Фанк-арт (англ. Funk art) — направление в американском современном искусстве, появившееся как ответ на необъектность абстрактного экспрессионизма. Фанк-арт вновь утверждал фигуративизм в живописи, в противоположность чисто абстрактными формам, которые изображали абстрактные экспрессионисты, такие как Джексон Поллок и Марк Ротко, и выступал против существующих порядков в обществе. Название движения произошло от джазового музыкального термина «фанк». В течение 1920-х годов джаз считался очень простой, незатейливой музыкой, и многие полагали, что фанк-арт также был грубоватым стилем. Термин «фанк» также имел негативную коннотацию, так как это слово ассоциировалось с неприятным запахом. Фанк-арт был популярен на протяжении 1960-х и 1970-х годов, в основном Области залива Сан-Франциско в Калифорнии, США. Хотя представители фанк-арта рассматривались как сплочённое движение, сами они не ощущали принадлежности к единому стилю или группе, так как, имея сходное мировоззрение и создавая похожие произведения, не обязательно работали вместе. 

## История

### Область залива
Фанк-арт представлял собой региональное художественное направление, наиболее сильно представленное в Северной Калифорнии. Среди мест, в которых процветал фанк-арт — Беркли, округ Марин, Биг-Сур, Дэвис и Норт-Бич. Направление зародилось в андеграундной богеме. Многие художники направления начали карьеру в 1950-х годах как представители фигуративной живописи Области залива. В 1960-х годах в Области залива, в частности, в Сан-Франциско, образовалась свободная и высокодуховная среда — как следствие художественной культуры битников и политической активности молодежи, протестовавшей против шедшей в это время войны во Вьетнаме. В городе существовало множество различных культур, включая поэзию, джаз и живопись. Свобода мысли и культуры была одной из главных причин того, что фанк-арт, сочетание живописи и скульптуры, могло развиваться и процветать в Области залива. 
Фанк-арт в Северной Калифорнии был полной противоположностью скульптурам стиля Finish Fetish из Южной Калифорнии, и Primary Structures из Нью-Йорке. Направление не имело сходства ни с одним другим направлением искусства 1960-х годов. Известными художниками направления были Джесс Коллинз, Уолли Хедрик, Джей ДеФео, Виола Фрей, Уоллес Берман, Майя Пиплз-Брайт и Брюс Коннер. Коллинз был одним из самых ранних и наиболее влиятельных фанк-художников. В 1967 году Питер Зельц, первый директор Музея искусств Университета в Беркли организовал выставку Funk Show.Зельц хотел продемонстрировать причудливое мышление калифорнийцев с помощью множества произведений фанк-арта. На выставке были представлены работы Питера Вулкоса, Моури Бадена и Брюса Коннера. Событие было замечено на национальном уровне. До этой выставки за пределами Области залива работы направления были неизвестны.

## Характеристика и техника
Характеристики и техника художественных работ фанк-арта имеет большее значение, чем предмет творчества. 

### Самоидентификация
В отличие от предшествовавших течений, таких как дадаизм и сюрреализм, фанк-арт не был связан с общественной моралью. Его представители являлись приверженцами идеи идентификации со своими произведениями на личном, а не социальном, политическом или экзистенциальном уровне. Абсурдистскими работами фанк-художники демонстрировали личные чувства, эмоции и действия, что позволяло говорить о большей близости их к природе, чем у культуре. Часто предметом творчества были животные. Работы отстаивали творческую свободу и отражали жизнь, личность и опыт её создателя. Фанк-художники наполняли работы чувством юмора, бессмысленностью, вызывающими идеями, вульгарной сексуальностью и автобиографическими ассоциациями. Иногда произведения самоуничижительны и ироничны. В юмористических работах временами проскакивала серьёзность, а из-за отсутствия ясного смысла появлялось чувство двусмысленности. 

### Реди-мейд
Фанк-арт черпал вдохновение в популярной культуре, может быть дерзким или грубым и использовал необычные сочетания материалов и техник. Одной из основных характеристик направления было использование предметов культуры потребления. Подобная техника получила название ассембляжа, примерами таких работ были картины, состоящие из трёхмерных объектов. Подобные произведения создавал Брюс Коннер, которому принадлежат картины Arachne, Spider Lady, For Marilyn, Cosmic Death Song и Tick Tock Jelly Clock Cosmotron. Элементами фанк-ассембляжей становился мусор, что являлось демонстрацией отказа от культуры потребления. Джесс Коллинз и Уолли Хедрик стали первыми фанк-художниками, начавшими использовать технику реди-мейд в своих работах. Как правило, используемые предметы должны были быть незаметными. Предметы и обломки, использованные в работах, как правило, символизировали распад и угасание. Из-за пренебрежения художественной техникой, формой и стремление сделать работу долговечной, произведения фанк-арта создают впечатление спонтанного творчества. 

## Керамика
Нефункциональная керамика была важным элементом в художественном движении фанк-арта, в особенности в Риджине, Области залива и Дэвисе. Фанк-керамика в основном состояла из глины, иногда представляла темы, считавшиеся неуместными. Подобно трёхмерным картинам из найденных предметов, керамика воплощала вульгарный мужской юмор и сексуальные намёки. Как и другие работы фанк-арта, керамика также использовала забавные и абсурдные стили и образы, чтобы сказать зрителям, что не следует воспринимать искусство или самих себя слишком серьезно. Произведения выглядели грубо и вызывающе, отражая идею бесполезной скульптуры ради скульптуры. 

### Роберт Арнсон
Родоначальником керамического искусства фанк-арта в Области залива был Роберт Арнсон. До него керамика считалась скорее ремеслом, чем видом искусства. Благодаря Арнсону, она приобрела статус серьёзной художественной формы на национальном уровне. Арнсон создал множество керамических скульптур, а вскоре они стали привычным творчеством фанк-скульпторов. Некоторые считают, что на керамику Арнсона повлияли скульптуры в стиле поп-арт, поскольку, как и последние, создавались из обыденных, повседневных предметов. Основным отличием являлись личные элементы, которые Арнсон включал в скульптуры, что и превращало их в произведения фанк-арта. Работы Арнсона были полны цвета и игривости. Арнсон, наряду с другими фанк-художниками, такими как Рой Де Форест, Мануэль Нери и Уильям Т. Уайли, преподавал в Калифорнийском университете в Дэвисе, ставшем центром направления. Студенты университета, такие как Маргарет Додд, Дэвид Гилхури, Виктор Цицанский, Крис Унтерзехер, Питер Ванденберге и Майя Пиплз-Брайт, продолжили традиции керамики Арнсона. 
В 1967 году Роберт Арнесон пригласил керамиста Клейтона Бэйли заменить себя в Калифорнийском университете в Дэвисе на время творческого отпуска. Бейли, родом из Висконсина, имел личное, но схожее художественное видение того, что происходило в фанк-арте в Северной Калифорнии. В 1968 году Бэйли окончательно переехал в Область залива, где он вскоре стал ключевой фигурой в развитии фанк-арта.

## Выставки
Основанная в Фолсоме, штат Калифорния, в 1962 году, галерея Candy Store сыграла ключевую роль в пропаганде фанк-арта посредством регулярных выставок представителей направления. Выставки проходили вплоть до закрытия галереи в 1992 году. 

## Представители фанк-арта
- Роберт Арнесон
- Клейтон Бэйли
- Роберт Дэвид Брэди
- Марк Бульвинкль[11]
- Брюс Коннер
- Рой Де Форест
- Роберт Хадсон
- Эд Кинхольц
- Мануэль Нери
- Глэдис Нильссон
- Джим Натт
- Петр Сол
- Карлос Вилла[12]
- Уильям Т. Уайли
- Дэвид Гилхули
- Патти Варашина
- Виола Фрей
- Майя Пиплз-Брайт